# Сафарян, Андрей Рачикович
Андре́й Ра́чикович Сафаря́н (31 августа 1966, Атырау) — советский и казахстанский гребец-байдарочник, выступал за сборные СССР и Казахстана в конце 1980-х — середине 1990-х годов. Участник летних Олимпийских игр в Атланте, победитель многих турниров республиканского и международного значения, мастер спорта. Также известен как тренер по гребле на байдарках и каноэ.

## Биография
Андрей Сафарян родился 31 августа 1966 года в городе Атырау Казахской ССР. Активно заниматься греблей на байдарке начал с раннего детства, проходил подготовку в местной гребной секции.
Успешно выступал на различных всесоюзных и республиканских соревнованиях, выполнил норматив мастера спорта СССР. После распада Советского Союза представлял на международном уровне национальную сборную Республики Казахстан.
Благодаря череде удачных выступлений удостоился права защищать честь страны на летних Олимпийских играх 1996 года в Атланте — стартовал здесь в двух дисциплинах: в зачёте одиночных байдарок на дистанции 1000 метров дошёл до стадии полуфиналов, где финишировал шестым, тогда как в четвёрках на тысяче метрах совместно с Ильфатом Гатятуллиным, Дмитрием Торлоповым и Сергеем Скрыпником показал в полуфинальном заезде пятый результат.
Впоследствии, тем не менее, не показывал сколько-нибудь значимых результатов на международной арене и вскоре по окончании Олимпиады принял решение завершить карьеру профессионального спортсмена, уступив место в сборной молодым казахстанским гребцам. Ныне работает тренером по гребле на байдарках и каноэ в детско-юношеской спортивной школе в Атырау.  